# イランの核施設へのアメリカの攻撃
イランの核施設へのアメリカの攻撃（イランのかくしせつへのアメリカのこうげき）は、イラン・イスラエル戦争中の2025年6月22日にアメリカ空軍およびアメリカ海軍がイラン国内の複数の核関連施設に対して行った軍事攻撃。アメリカ軍による作戦名は「真夜中の鉄槌作戦（英:Operation Midnight Hammer）」。
標的となったのは、フォルド・ウラン濃縮工場、ナタンズ核施設、およびエスファハーン核技術・研究センターなどの施設であり、これらに対して、B-2戦略爆撃機による30,000ポンドの地中貫通爆弾「GBU-57A/B MOP」十数発の投下、および潜水艦から発射されたトマホーク巡航ミサイルによる攻撃が行われた。これらのイランの核施設は、イラン国内で最も重要なウラン濃縮拠点の一部である。6月13日から続く戦争では、イランとイスラエルの間で激しい戦闘が繰り広げられている。
アメリカ合衆国大統領のドナルド・トランプは、トゥルース・ソーシャルを通じて「非常に成功した攻撃」であったと公に発表した。連邦議会の共和党議員の大多数はトランプの行動を支持した一方で、多くの民主党議員および一部の共和党議員は、この措置の合憲性に懸念を示した。国際社会は、イランの報復およびさらなる軍事的なエスカレーションの可能性に対して、総じて警戒と懸念を表明した。

## 背景
ドナルド・トランプは、少なくとも2011年以降一貫して、イランが核兵器を保有することを認めるべきではないとの立場をとっている。イランは、1970年の核不拡散条約（NPT）発効当初からの同条約締約国であるが、その核開発計画をめぐっては長年にわたって論争が続いており、同条約に違反していると認定され、長期間にわたり経済制裁を受けてきた。この問題は2015年にイラン核合意（包括的共同行動計画、JCPOA）の一環として再交渉され、一部の制裁が解除された。しかし、トランプの初の大統領任期中の2018年に、アメリカは核合意から離脱し、対イラン制裁を再開した。この措置は総じて、国際的に否定的に受け止められ、特にヨーロッパ連合からの反発を招いた。イスラエルはNPTに署名していないものの、核兵器を保有していると広く信じられており、他の中東諸国による核兵器保有を阻止するという立場を繰り返し表明している。また、イランの核科学者の暗殺に関与した可能性もある。イランとイスラエルの対立は、2023年10月7日の攻撃以降、一層深刻化している。これは、ハマスが部分的にイランの支援を受けていることにも起因する。歴史的に、アメリカは中東においてイスラエルを支持しており、アメリカ合衆国対外軍事融資プログラムを通じた資金提供や、軍事行動への支援を行っている。
スティーブ・バノンや国家情報長官のトゥルシー・ギャバードを含む複数のトランプ顧問は、イランとの戦争に反対するよう警告し、情報機関はイランが核兵器を製造しているとは考えていないと主張した。その後、トランプがギャバードを「間違っている」と批判し、「彼女が何を言おうが気にしない」と述べたことを受けて、ギャバードは自身の立場を変更し、イランは「数か月以内に」核兵器を保有する可能性があると発言した。ウィリアム・D・ハートゥングは、2025年6月13日のイスラエルによるイランへの奇襲攻撃の後、エスカレーションの有無にかかわらず、アメリカがイスラエルの軍事行動を支持することを誓約するというワシントンの傾向に警鐘を鳴らした。
ランド・ポールやタッカー・カールソンを含むアメリカの多くの右派政治家や評論家は、イランに対するイスラエルの攻撃を支持するトランプの姿勢を批判しており、またアメリカがこの戦争に関与する可能性についても疑問を呈している。2025年6月に実施されたトランプ支持者を対象とする世論調査では、53％がアメリカはイラン・イスラエル紛争に関与すべきではないと回答した。同月にワシントン・ポストが実施した別の調査では、アメリカによるイランへの空爆を「支持しない」とした回答が45％、「わからない」が30％、「支持する」はわずか25％であった。
6月22日に至る数週間の間に、アメリカは自国民を退避させ、渡航警告を発出し、大使館から不要不急の職員を撤収させた。6月17日、トランプはイランに対し無条件降伏を要求した。アメリカ国務長官のマルコ・ルビオは、ここ数日間にわたり同盟国に対し、ワシントンとしては外交的解決を望んでいると伝えていた。また、トランプは核合意を支援する目的でアメリカ当局者をテヘランに派遣していた。6月19日、トランプはホワイトハウス報道官のキャロライン・レヴィットを通じて声明を発表し、「近い将来、イランとの交渉が行われる可能性が相当程度あることを踏まえ、今後2週間以内に攻撃すべきか否かを決定する」と述べた。同日、ベンヤミン・ネタニヤフ、イスラエル・カッツ、エヤル・ザミールを含むイスラエル高官がトランプ政権に対し、2週間も待てないと伝えた。イスラエル側は、攻撃の好機が限られていると考えていた。アメリカは地下のフォルド・ウラン濃縮工場を貫通可能な地中貫通爆弾（バンカーバスター）を保有する唯一の国であった。この電話にはJ・D・ヴァンスも参加しており、アメリカが直接戦争に巻き込まれることへの懸念から反対意見を述べた。またピート・ヘグセスも同席していた。6月21日、アメリカはグアムにB-2ステルス爆撃機を展開した。中東地域のアメリカ軍基地は最高警戒態勢に入り、防空体制も強化された。これは、イランがイスラエルを支援する国に対する攻撃を警告したためである。6月19日時点で、カタールのアル・ウデイド空軍基地に駐機していたアメリカ軍機の大半が視認できなくなっており、これはイランの報復攻撃に備えて退避した可能性を示している。同様に、フーシ派も戦闘に備える用意があると表明した。これに対しアメリカは、自国の利益が脅かされた場合には壊滅的な報復を行うと警告した。
ABCニュースは、アメリカ軍とイスラエル軍が、バイデン政権下の2024年半ばに行われた訓練演習において、この攻撃の予行演習を行っていたと報じた。
Axiosによると、上院および下院の情報特別委員会に所属する民主党の幹部議員には、この攻撃計画について事前の通達がなされなかった一方で、共和党の幹部には通知されていた。

## 攻撃

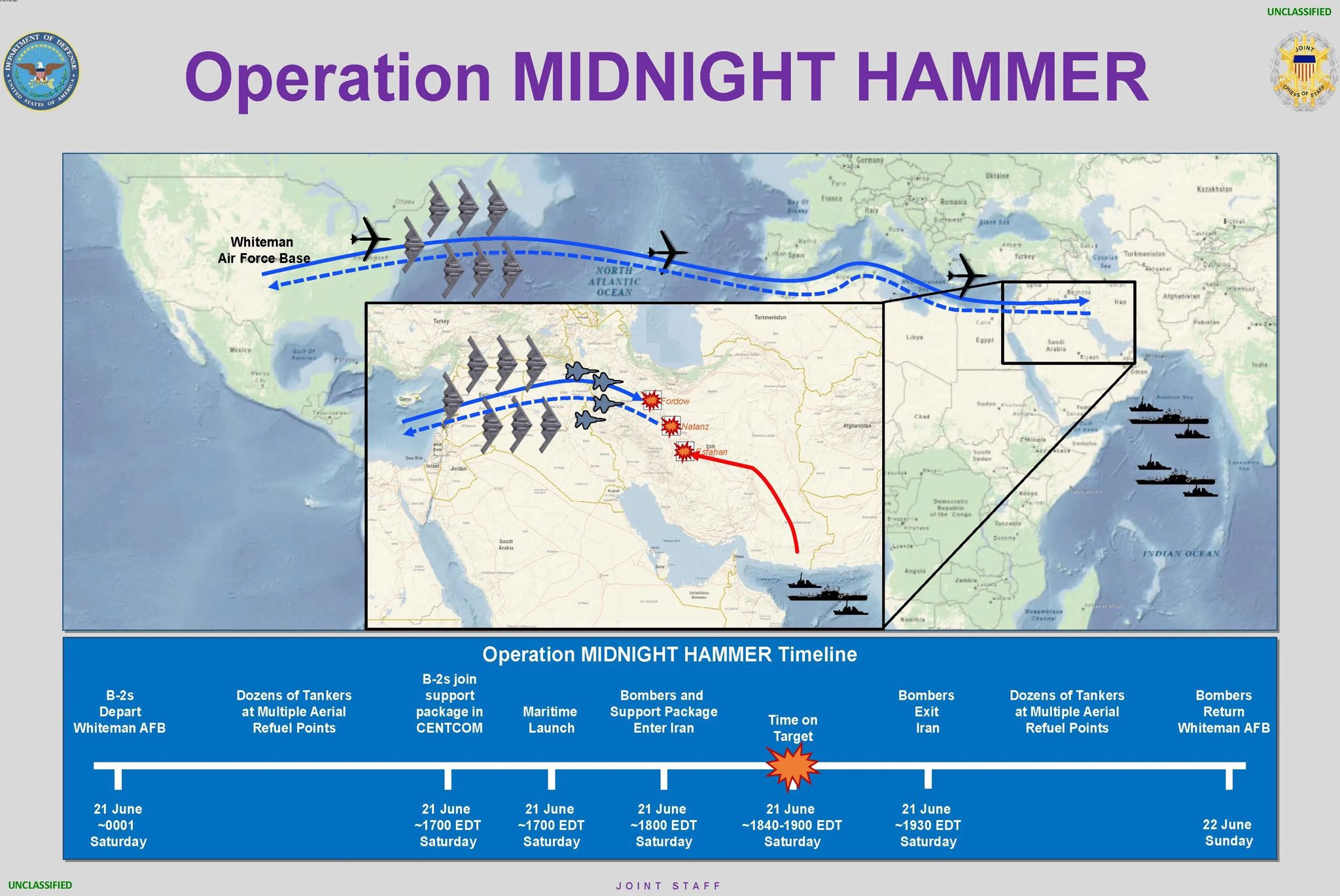
作戦のタイムライン

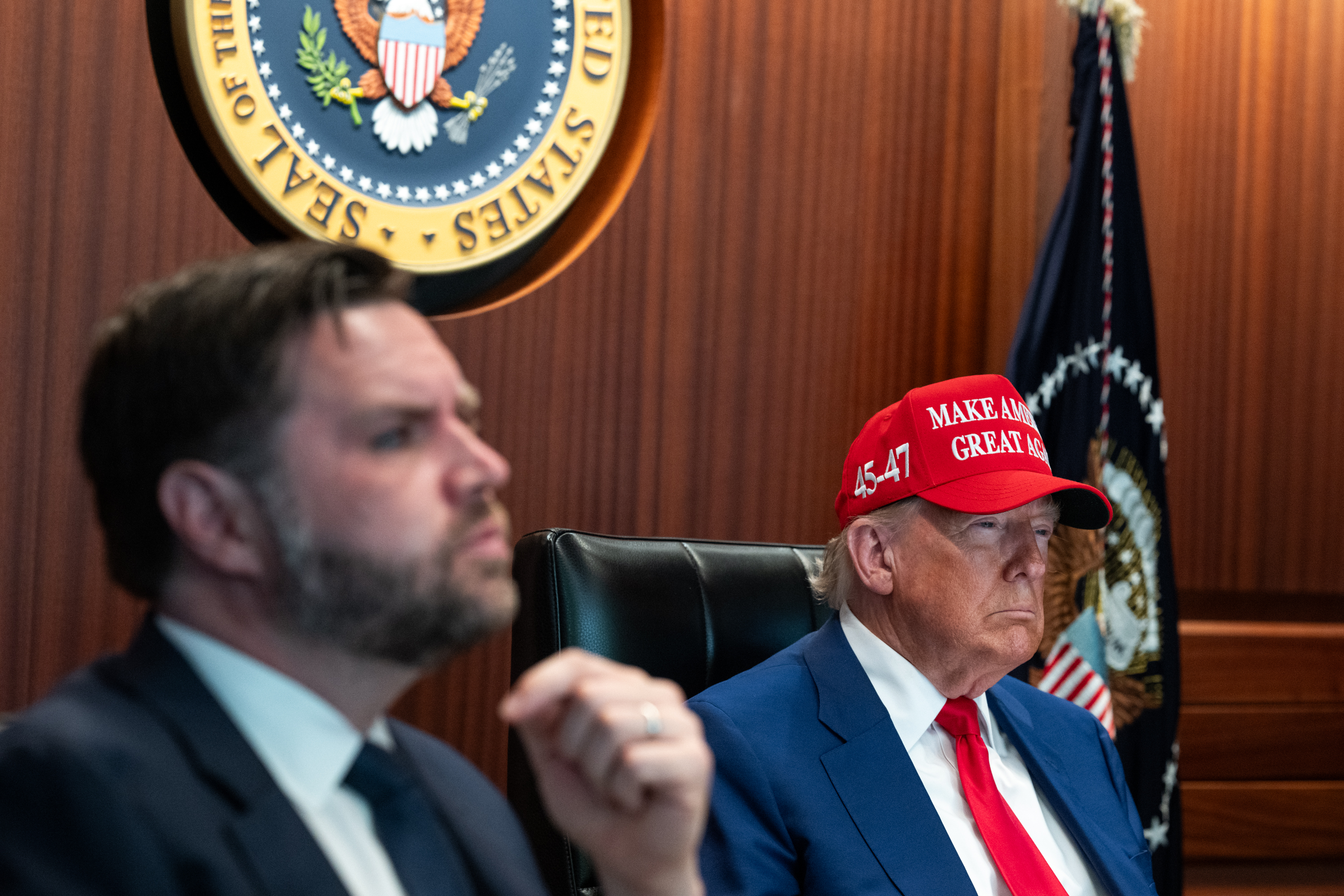
6月21日、攻撃中に、シチュエーションルームにいるトランプ大統領とヴァンス副大統領

6月22日、アメリカ空軍および海軍は、フォルド（フォルド・ウラン濃縮工場）、ナタンズ（ナタンズ核施設）、エスファハーンの3か所のイランの核施設を攻撃した。この作戦は「ミッドナイト・ハンマー」と名付けられていた。ミズーリ州のホワイトマン空軍基地から、第509爆撃航空団所属のB-2スピリット爆撃機7機がノンストップで出撃した。うち6機が大型貫通爆弾（MOP）12発をフォルド施設に投下した。さらに2発の爆弾がナタンズに投下された。また、トマホークミサイル30発が潜水艦からナタンズおよびエスファハーンの施設に向けて発射された。
「地中貫通爆弾」であるMOP爆弾が実戦で使用されたのは今回が初めてであった。この爆弾はB-2スピリット爆撃機でのみ投下可能であり、B-2を保有しているのはアメリカのみである。B-2は離陸から攻撃までおよそ37時間連続して飛行し、その間に複数回空中給油を受けた。
イラン政府関係者3名は、ナタンズおよびフォルドの施設が現地時間6月22日午前2時30分（協定世界時6月21日23時頃）に攻撃されたと「考えている」と述べた。トランプは「フォルドは消滅した」と主張した。攻撃後に撮影された衛星画像には、フォルドウ施設における複数の爆弾侵入地点と思しき2つの集中的な痕跡と、灰青色の灰が地域を覆っている様子が確認された。統合参謀本部議長ダン・ケインは、これらのイラン核施設が「深刻な損害」を受けたと述べた。一方で『ニューヨーク・タイムズ』紙によれば、攻撃はフォルド施設の破壊には至らなかったという。
攻撃後、トランプは次のように記した。「私たちは、イランにある3つの核施設、フォルド、ナタンズ、エスファハーンへの非常に成功した攻撃を完了した。すべての航空機は現在、イランの領空外にいる。主要目標であるフォルドには、爆弾の全弾が投下された。すべての航空機は無事に帰還中である。偉大なるアメリカの戦士たちに祝意を送る。これを成し遂げられる軍隊は、世界に他に存在しない。今こそ平和の時だ！ご注目いただき、ありがとうございました。」
トランプは、6月21日午後10時（東部夏時間）に短いテレビ演説を行い、その中で協力に当たったとしてイスラエルのベンヤミン・ネタニヤフ首相への謝意を述べつつ、イランの主要な核濃縮施設が「完全かつ徹底的に破壊された」と主張し、「中東に神の祝福があらんことを。イスラエルに神の祝福があらんことを。そしてアメリカに神の祝福があらんことを」と締めくくった。
イラン国営通信社のIRNAは、イラン当局者の発言として、標的となった3か所の施設には放射性物質が存在しなかったと報じた。ゴム市非常事態委員会の報道官であるモルテザ・ヘイダリは、敵軍が「フォルドウ核施設の一部」を爆撃したと述べた。イラン国営メディアによると、イラン当局者は、アメリカの攻撃を受けた核施設周辺の住民に危険はないと述べている。IRNAは、フォルドウ施設が所在するゴム州の危機管理本部の発表として、「ゴムおよびその周辺住民に危険はない」と伝えた。イランの高官がAmwaj.mediaに語ったところによると、攻撃対象となった施設は避難済みであり、イランの濃縮ウラン備蓄の「大部分」は安全な場所に保管されていたという。

### イランの被害
ダビデの赤盾は、夜間の空爆に対する報復として発射されたイランのミサイルにより、イスラエル国内で少なくとも16人が負傷したと発表した。
イランは、米国が核施設を攻撃したことは「国際法違反の野蛮な行為」であり、「永続的な結果」をもたらすと警告。また、イラン革命防衛隊は、中東にいるすべてのアメリカ国民と米軍関係者が正当な標的であると警告している。

## その後の動き

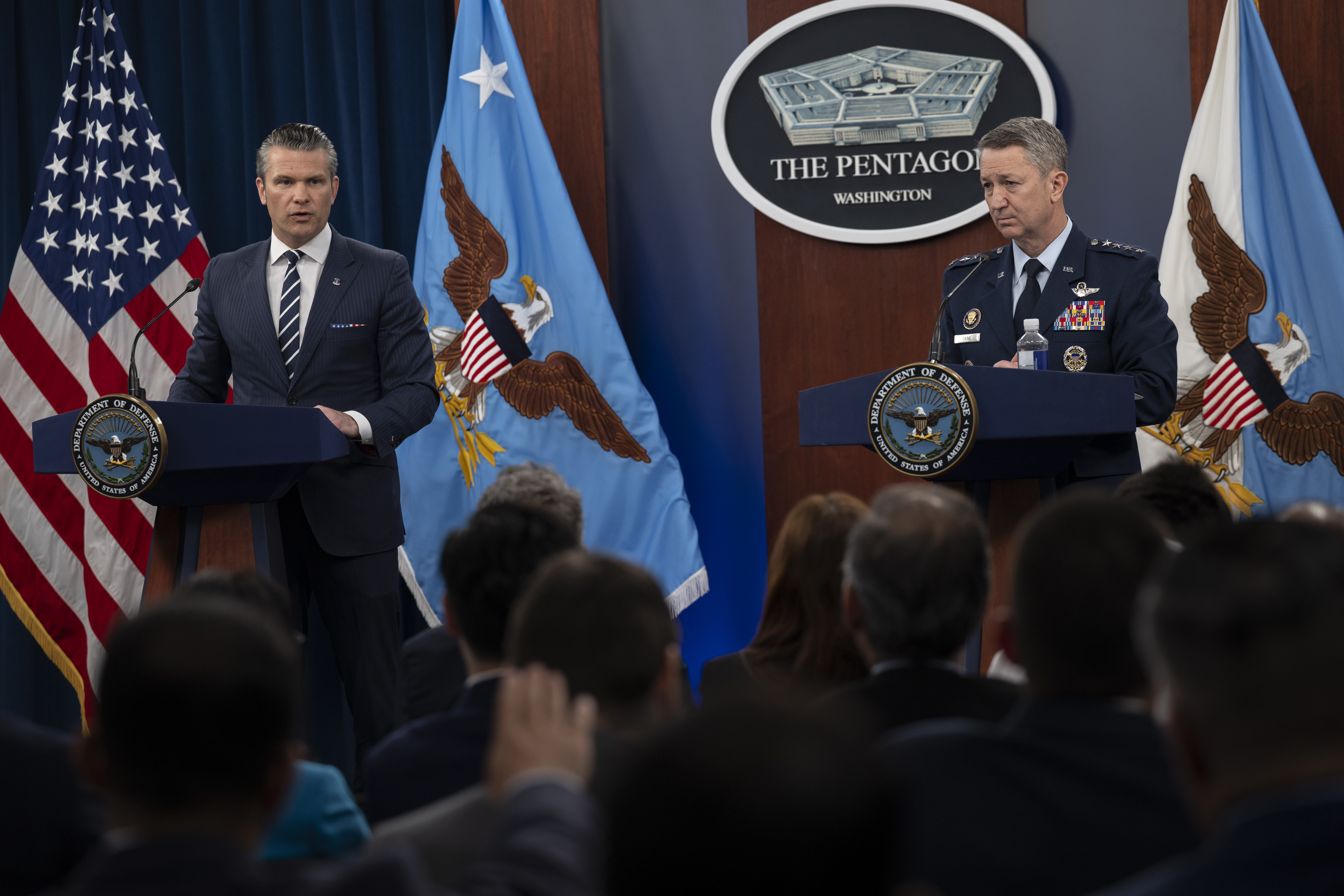
2025年6月22日のペンタゴンにおける国防長官ピート・ヘグゼスと統合参謀本部議長ダン・ケインによる記者会見。

コロンビア特別区警察およびニューヨーク市警察は、空爆後に宗教施設周辺の警備を強化した。  イスラエルは領空を閉鎖した。
6月22日遅く、アメリカ国務省は、レバノンに駐在するアメリカ政府職員の家族および緊急時以外の職員に対して出国命令を出した。
6月22日には、イランの要請により、国連安保理が空爆に関する緊急会合を開催した。
6月22日、イラン国会は、ホルムズ海峡封鎖を求める方針を承認した。最終決定は、最高安全保障委員会（SNSC）または最高指導者アリー・ハーメネイーが行う。
6月23日、イランは報復として、カタールの米軍基地に対して「壊滅的かつ強力な」ミサイルによる攻撃を行った。なお、アメリカのトランプ大統領によれば、イラン側から事前通告があり、死傷者は出なかった。カタールに対しては、攻撃を最小限にとどめると説明していた。